# Elecciones estatales extraordinarias del Estado de México de 2022
Las elecciones estatales extraordinarias del Estado de México de 2022 se llevaron a cabo el lunes 15 de mayo de 2022, y en ellas se renovaron los siguientes cargos de elección popular:
- 1 ayuntamiento. Cabildos municipales que conforman los estados. Integrados por un presidente municipal, síndico y regidores, electos por un periodo de tres años.

## Antecedentes
La elección ordinaria se realizó el 6 de junio de 2021 sin mayores incidentes en las casillas, resultando ganador el candidato Luis Enrique Valencia Venegas del partido Morena, quien rindió protesta el 10 de diciembre de 2021, sin embargo, en diciembre de 2021, el Tribunal Electoral del Poder Judicial de la Federación anuló la elección, determinando que hubo violencia de género contra la candidata Carmen Carreño García del Partido Revolucionario Institucional, debido a que ocho bardas con propaganda electoral fueron vandalizadas con expresiones que se consideró buscaban humillar a la candidata a través de la discriminación.

## Alianzas

### Vamos por Atlautla
El Partido Revolucionario Institucional y el Partido Acción Nacional volvieron a aliarse en la elección, postulando nuevamente a la candidata María Del Carmen Carreño García.

### Juntos Hacemos Historia
Morena y el Partido del Trabajo fueron en alianza nuevamente, postulando en esta ocasión a Dolores Hermenegildo Lozada Amaro.

## Resultados
|  | 30.50 % |

|  | 23.99 % |

|  | 22.76 % |

|  | 11.76 % |

|  | 4.13 % |

|  | 3.02 % |

|  | 1.13 % |

|  | 0.95 % |

|  | 1.65 % |

|  | 0.12 % |